# Шаховская (муниципальный округ)
Муниципа́льный о́круг Шаховска́я — муниципальное образование на северо-западе Московской области России, соответствующее по административно-территориальному делению посёлку городского типа областного подчинения Шаховска́я с административной территорией.
Административный центр — посёлок городского типа Шаховская.
До 2015 года — Шаховской район, административно-территориальная единица (район) и муниципальное образование (муниципальный район). 10 марта 2015 года Шаховской муниципальный район был преобразован в городской округ Шаховская. 25 июня 2015 года Шаховской административный район был преобразован в город областного подчинения Шаховская с административной территорией.
С 1 января 2025 года городской округ Шаховская преобразован в муниципальный округ Шаховская.

## География
Находится на северо-западе Московской области, в 155 километрах от города Москвы.
Граничит с городским округом Лотошино — на севере и северо-востоке, с Волоколамским городским округом — на востоке и юго-востоке, с Можайским городским округом — на юге, с Гагаринским муниципальным районом Смоленской области — на юго-западе и западе, а также с Зубцовским муниципальным районом Тверской области — на западе и северо-западе.
Площадь территории городского округа Шаховская — 121 888 га.

## История
В 2015 году Шаховской муниципальный район был упразднён, а все входившие в его состав поселения были объединены в единое муниципальное образование — городской округ Шаховская.
8 декабря 2015 года рабочий посёлок Шаховская отнесён к категории посёлка городского типа областного подчинения Московской области, а Шаховской район как административно-территориальная единица области был упразднён: вместо него образована новая административно-территориальная единица — посёлок городского типа Шаховская с административной территорией.

## Население
| 2016   | 2017    | 2018    | 2019    | 2020    | 2021    | 2023    | 2024    |
| ------ | ------- | ------- | ------- | ------- | ------- | ------- | ------- |
| 25 780 | ↘25 738 | ↘25 618 | ↗25 667 | ↘25 586 | ↗29 517 | ↗29 700 | ↗29 743 |

### Урбанизация
В городских условиях (посёлок городского типа Шаховская) проживают 42,8 % населения округа.

### Национальный состав
По итогам переписи населения 2020 года проживали следующие национальности (национальности менее 0,1 % и другое, см. в сноске к строке «Другие»):
| Национальность | Численность, чел. | Доля     |
| -------------- | ----------------- | -------- |
| Русские        | 25 217            | 85,43 %  |
| Узбеки         | 110               | 0,37 %   |
| Украинцы       | 97                | 0,33 %   |
| Таджики        | 95                | 0,32 %   |
| Армяне         | 88                | 0,30 %   |
| Азербайджанцы  | 55                | 0,19 %   |
| Татары         | 43                | 0,15 %   |
| Чуваши         | 34                | 0,12 %   |
| Молдаване      | 31                | 0,11 %   |
| Другие         | 3747              | 12,68 %  |
| Итого          | 29 517            | 100,00 % |

## Населённые пункты
В состав городского округа входят 152 населённых пункта.
| №   | Населённый пункт       | Тип                             | Население | MO (2006—2015) |
| --- | ---------------------- | ------------------------------- | --------- | -------------- |
| 1   | Акинькино              | деревня                         | ↗17       | Раменское      |
| 2   | Аксаково               | деревня                         | ↗168      | Раменское      |
| 3   | Андреевское            | деревня                         | ↗2        | Степаньковское |
| 4   | Артёмки                | деревня                         | ↗25       | Серединское    |
| 5   | Архангельское          | деревня                         | ↘0        | Серединское    |
| 6   | Бабинки                | деревня                         | ↘39       | Раменское      |
| 7   | Белая Колпь            | село                            | ↗878      | Раменское      |
| 8   | Березенки              | деревня                         | ↘2        | Степаньковское |
| 9   | Беркуново              | деревня                         | ↘1        | Раменское      |
| 10  | Большое Сытьково       | деревня                         | ↘109      | Серединское    |
| 11  | Борисовка              | деревня                         | ↘66       | Степаньковское |
| 12  | Бролино                | деревня                         | ↘8        | Степаньковское |
| 13  | Брюханово              | деревня                         | →3        | Степаньковское |
| 14  | Бурцево                | деревня                         | ↗97       | Степаньковское |
| 15  | Бухолово               | деревня                         | ↗40       | Степаньковское |
| 16  | Бушуевка               | деревня                         | ↘2        | Степаньковское |
| 17  | Варварино              | деревня                         | ↘0        | Степаньковское |
| 18  | Васильевское           | деревня                         | ↘0        | Раменское      |
| 19  | Вишенки                | деревня                         | ↗18       | Степаньковское |
| 20  | Волочаново             | деревня                         | ↘220      | Степаньковское |
| 21  | Воскресенское          | деревня                         | ↗178      | Раменское      |
| 22  | Воютино                | деревня                         | ↗25       | Серединское    |
| 23  | Высоково               | деревня                         | ↗4        | Степаньковское |
| 24  | Высокое                | деревня                         | ↗87       | Серединское    |
| 25  | Гаврино                | деревня                         | ↗49       | Шаховская      |
| 26  | Головинские Рамешки    | деревня                         | ↗2        | Серединское    |
| 27  | Гольцово               | деревня                         | ↘9        | Раменское      |
| 28  | Гордино                | деревня                         | ↘59       | Раменское      |
| 29  | Городище               | деревня                         | ↗3        | Серединское    |
| 30  | Городково              | деревня                         | ↗220      | Раменское      |
| 31  | Даниловка              | деревня                         | ↘0        | Раменское      |
| 32  | Дашково                | деревня                         | ↗3        | Степаньковское |
| 33  | Дмитровка              | деревня                         | ↗97       | Раменское      |
| 34  | Дор                    | деревня                         | ↗779      | Серединское    |
| 35  | Дрызлово               | деревня                         | ↘66       | Раменское      |
| 36  | Дубранивка             | деревня                         | ↗677      | Серединское    |
| 37  | Дубровино              | деревня                         | →24       | Степаньковское |
| 38  | Дулепово               | деревня                         | ↗197      | Раменское      |
| 39  | Дунилово               | деревня                         | ↗7        | Серединское    |
| 40  | Дятлово                | деревня                         | ↘15       | Степаньковское |
| 41  | Елизаветино            | деревня                         | ↗9        | Раменское      |
| 42  | Елизарово              | деревня                         | ↘5        | Раменское      |
| 43  | Елинархово             | деревня                         | ↗19       | Раменское      |
| 44  | Жилые Горы             | деревня                         | ↗29       | Шаховская      |
| 45  | Житаха                 | деревня                         | ↘2        | Серединское    |
| 46  | Житонино               | деревня                         | ↘136      | Серединское    |
| 47  | Журавлиха              | деревня                         | ↗145      | Серединское    |
| 48  | Забелино               | деревня                         | ↘3        | Раменское      |
| 49  | Замошье                | деревня                         | ↘0        | Степаньковское |
| 50  | Затесово               | деревня                         | ↗6        | Раменское      |
| 51  | Зденежье               | деревня                         | ↗7        | Раменское      |
| 52  | Ивановское             | деревня                         | ↘5        | Степаньковское |
| 53  | Ивашково               | село                            | ↗1141     | Раменское      |
| 54  | Игнатково              | деревня                         | ↗6        | Степаньковское |
| 55  | Канаево                | деревня                         | ↗32       | Серединское    |
| 56  | Княжьи Горы            | деревня                         | ↗38       | Раменское      |
| 57  | Кобылино               | деревня                         | ↗17       | Степаньковское |
| 58  | Козлово                | деревня                         | ↗7        | Степаньковское |
| 59  | Коптязино              | деревня                         | ↘7        | Раменское      |
| 60  | Коросткино             | деревня                         | ↗60       | Раменское      |
| 61  | Коротнево              | деревня                         | ↘0        | Раменское      |
| 62  | Косилово               | деревня                         | ↗46       | Раменское      |
| 63  | Косилово               | село                            | ↗19       | Серединское    |
| 64  | Косово                 | деревня                         | ↘5        | Серединское    |
| 65  | Костино                | деревня                         | ↘21       | Серединское    |
| 66  | Красное Заречье        | деревня                         | ↗6        | Раменское      |
| 67  | Красное Село           | деревня                         | ↘36       | Серединское    |
| 68  | Красный Берег          | деревня                         | ↘11       | Степаньковское |
| 69  | Кстилово               | деревня                         | ↘5        | Серединское    |
| 70  | Куколово               | деревня                         | →5        | Серединское    |
| 71  | Кунилово               | деревня                         | ↘0        | Степаньковское |
| 72  | Куркино                | деревня                         | ↗24       | Серединское    |
| 73  | Левкиево               | деревня                         | ↘7        | Серединское    |
| 74  | Лобаново               | деревня                         | ↘113      | Шаховская      |
| 75  | Лукошкино              | деревня                         | ↘10       | Серединское    |
| 76  | Максимково             | деревня                         | ↗38       | Серединское    |
| 77  | Малинки                | деревня                         | ↗13       | Степаньковское |
| 78  | Малое Крутое           | деревня                         | ↗208      | Серединское    |
| 79  | Малое Судислово        | деревня                         | ↘11       | Шаховская      |
| 80  | Манеж                  | деревня                         | ↗41       | Раменское      |
| 81  | Мерклово               | деревня                         | ↘36       | Серединское    |
| 82  | Михайловское           | деревня                         | →3        | Раменское      |
| 83  | Михалёво               | деревня                         | ↘19       | Серединское    |
| 84  | Московкино             | деревня                         | ↘0        | Раменское      |
| 85  | Муриково               | деревня                         | ↗909      | Степаньковское |
| 86  | Муриковский Разъезд    | посёлок                         | ↘1        | Степаньковское |
| 87  | Назарьево              | деревня                         | ↗117      | Степаньковское |
| 88  | Неданово               | деревня                         | ↘7        | Серединское    |
| 89  | Нечёсово               | деревня                         | ↘2        | Серединское    |
| 90  | Никольское             | село                            | ↗169      | Серединское    |
| 91  | Новиково               | деревня                         | →1        | Степаньковское |
| 92  | Новое                  | деревня                         | ↗18       | Серединское    |
| 93  | Новое Несытово         | деревня                         | ↗150      | Раменское      |
| 94  | Новомихайловское       | деревня                         | ↗35       | Раменское      |
| 95  | Новоникольское         | деревня                         | ↘415      | Раменское      |
| 96  | Обухово                | деревня                         | ↘104      | Степаньковское |
| 97  | Ольховец               | деревня                         | ↗18       | Серединское    |
| 98  | Орешки                 | деревня                         | ↗51       | Раменское      |
| 99  | Павловское             | село                            | ↗14       | Шаховская      |
| 100 | Павловское             | деревня                         | ↘0        | Степаньковское |
| 101 | Паново                 | деревня                         | ↗61       | Степаньковское |
| 102 | Панюково               | деревня                         | ↘23       | Серединское    |
| 103 | Пахомово               | деревня                         | ↘0        | Серединское    |
| 104 | Пески                  | деревня                         | ↗5        | Серединское    |
| 105 | Пленицино              | деревня                         | ↘18       | Раменское      |
| 106 | Плоское                | деревня                         | ↗177      | Раменское      |
| 107 | Подсухино              | деревня                         | ↗115      | Серединское    |
| 108 | Полежаево              | деревня                         | ↗8        | Раменское      |
| 109 | Починки                | деревня                         | ↘17       | Раменское      |
| 110 | Пыщерово               | деревня                         | ↘0        | Степаньковское |
| 111 | Пьянкино               | деревня                         | ↗30       | Раменское      |
| 112 | Раменье                | село                            | ↘877      | Раменское      |
| 113 | Репотино               | деревня                         | ↗104      | Серединское    |
| 114 | Ржищи                  | деревня                         | ↗4        | Степаньковское |
| 115 | Ровни                  | деревня                         | ↘22       | Раменское      |
| 116 | Рождественно           | деревня                         | ↗27       | Степаньковское |
| 117 | Рождествено            | деревня                         | ↗25       | Раменское      |
| 118 | Романцево              | деревня                         | ↗7        | Серединское    |
| 119 | Рябинки                | деревня                         | ↗163      | Степаньковское |
| 120 | Середа                 | село                            | ↗2051     | Серединское    |
| 121 | Сизенево               | деревня                         | ↗4        | Степаньковское |
| 122 | Симанково              | деревня                         | ↗33       | Серединское    |
| 123 | Соколово               | деревня                         | ↗9        | Серединское    |
| 124 | Софьино                | деревня                         | ↗5        | Шаховская      |
| 125 | Спас-Вилки             | деревня                         | ↗16       | Серединское    |
| 126 | Станции Бухолово       | посёлок железнодорожной станции | ↘24       | Степаньковское |
| 127 | Стариково              | деревня                         | ↗5        | Степаньковское |
| 128 | Старое Несытово        | деревня                         | ↘29       | Раменское      |
| 129 | Степаньково            | деревня                         | ↗982      | Степаньковское |
| 130 | Судислово              | деревня                         | ↘515      | Шаховская      |
| 131 | Сутоки                 | деревня                         | ↘4        | Степаньковское |
| 132 | Тарасово               | деревня                         | →8        | Раменское      |
| 133 | Татаринки              | деревня                         | ↗14       | Степаньковское |
| 134 | Темниково              | деревня                         | ↗4        | Раменское      |
| 135 | Фалилеево              | деревня                         | ↘2        | Серединское    |
| 136 | Филенино               | деревня                         | ↗9        | Серединское    |
| 137 | Фомкино                | деревня                         | ↘7        | Серединское    |
| 138 | Фроловское             | деревня                         | ↘64       | Раменское      |
| 139 | Харитоново             | деревня                         | ↗17       | Раменское      |
| 140 | Ховань                 | деревня                         | ↗44       | Степаньковское |
| 141 | Холмец                 | деревня                         | ↘160      | Серединское    |
| 142 | Черленково             | село                            | ↘138      | Степаньковское |
| 143 | Чухолово               | деревня                         | ↗6        | Степаньковское |
| 144 | Шаховская              | посёлок городского типа         | ↗12 729   | Шаховская      |
| 145 | Шестаково              | деревня                         | ↗43       | Шаховская      |
| 146 | Шляково                | деревня                         | ↘5        | Серединское    |
| 147 | Щемелинки              | деревня                         | ↗16       | Степаньковское |
| 148 | Юренево                | деревня                         | →4        | Раменское      |
| 149 | Юрьево                 | деревня                         | ↗23       | Шаховская      |
| 150 | Ядрово                 | деревня                         | ↘35       | Раменское      |
| 151 | Ядровского лесничества | посёлок                         | ↘12       | Раменское      |
| 152 | Якшино                 | деревня                         | ↘115      | Степаньковское |

## Экология
На территории округа находятся 3 свиноводческих хозяйства. По данным сайта Московской областной прокуратуры, в результате проверки, проведенной в июне 2011 года, выявлено, что двое из этих хозяйств допускают нарушения ряда ветеринарно-санитарных правил.

## Экономика
На территории округа расположены ряд промышленных и сельхозпредприятий.
- фабрика «Десятое королевство» Является самым крупным производителем игр и игрушек на территории России.
- завод ООО «ЭлектроПро» основан в 2014 году. Основным видом деятельности компании является производство различного электротехнического оборудования.

## Символика
Флаг
Флаг Шаховского района представляет собой прямоугольное, с соотношением ширины к длине 2:3, зелёное полотнище с белой полосой, усеянной условными горностаевыми хвостиками, вдоль древка в 1/4 длины флага, несущее изображение фигур герба района.
Флаг разработан при участии Союза геральдистов России. Утверждён решением Совета депутатов Шаховского района от 06.12.1999 № 36/260.
В 2015 году флаг муниципального района стал флагом городского округа.
Герб
Основной идеей герба Шаховского района стало то, что район носит имя князей Шаховских. Родовое имение, аллегорически изображённое гнездом, с 1658 года расположено в селе Белая Колпь. Поэтому основной фигурой стала серебряная (белая) птица колпица (колпь), стоящая в гнезде.
Горностаевый мех символизирует княжеское происхождение рода Шаховских, потомков ярославских Рюриковичей. Колпица обращена не в геральдическую сторону — этот геральдический приём говорит о том, что земля Шаховская имеет древние корни — птица пришла из прошлого. Поворот головы колпицы вверх и в правильную геральдическую сторону аллегорически показывает устремлённость птицы в будущее. Колпицы — умные и осторожные птицы, живущие очень дружно между собой, что присуще жителям района. (Птица колпица, семейства ибисовых, обладает длинным прямым, расплющенным на конце в виде лопаты клювом.)
Зелёное поле герба символизирует природу района, его сельскохозяйственный уклад, а также это символ надежды, благополучия и здоровья. Серебро — символ простоты, совершенства, мудрости, благородства, мира. Золото — символ прочности, богатства, величия, интеллекта и прозрения.
Трёхгорье отражает холмистый рельеф местности района.
В 2015 году герб муниципального района стал гербом городского округа.

## Достопримечательности
- Усадьба Белая Колпь
- Деревянная церковь XVIII века в селе Пески
- Храм Рождества Иоанна Предтечи в селе Раменье